# Huanghetitan
Huanghetitan ("Titán od Žluté řeky") byl rodem velkého sauropodního dinosaura ze skupiny Titanosauria, který žil v období spodní křídy na území dnešní Číny (provincie Gansu a Che-nan). Jednalo se o vývojově primitivního titanosauriforma.

## Rozměry
Typový druh H. liujiaxiaenensis byl zřejmě menším sauropodem, který dosahoval délky asi 12 metrů a hmotnosti kolem 3000 kilogramů. Největší jedinci však mohli dosáhnout hmotnosti přes 15 000 kilogramů (zhruba jako tři sloni afričtí).
V roce 2007 byl popsán další druh tohoto rodu, H. ruyangensis. Ten je zajímavý zejména svými obřími rozměry. Spolu s rody Daxiatitan a Ruyangosaurus patří mezi největší známé sauropody z Asie. Žebra tohoto dinosaura jsou dlouhá téměř 3 metry a podle paleontologů se jedná o dinosaura s jednou z největších hrudních dutin. Ve stejné studii, ve které byl popsán H. ruyangensis, stanovili autoři novou čeleď pro tyto sauropody, Huanghetitanidae. Zástupci této čeledi představují bazální zástupce titanosaurů, vývojově spadají zhruba mezi rod Euhelopus a čeleď Andesauridae.
Nejdelší dochované žebro tohoto dinosaura je dlouhé 293 centimetrů, což představuje jedno z nejdelších známých žeber u sauropodních dinosaurů (po žebru severoamerického druhu Supersaurus vivianae o délce 305 cm).